# Nieborzyn (przystanek kolejowy)
Nieborzyn – zlikwidowany wąskotorowy przystanek kolejowy w Nieborzynie na wąskotorowej linii kolejowej Anastazewo – Konin Wąskotorowy, w powiecie konińskim, w województwie wielkopolskim, w Polsce.